# Stella Foot-Ball Club
O Stella Foot-Ball Club foi um clube de futebol brasileiro, fundado em 30 de maio de 1915, por Alcides Santos. O nome foi inspirado no colégio suíço onde os filhos de alguns representantes da alta sociedade de Fortaleza estudavam. Também por causa de seu nome, o escudo do clube era uma estrela (stella) vermelha. O clube acabou sendo extinto em fins dos anos 1910.

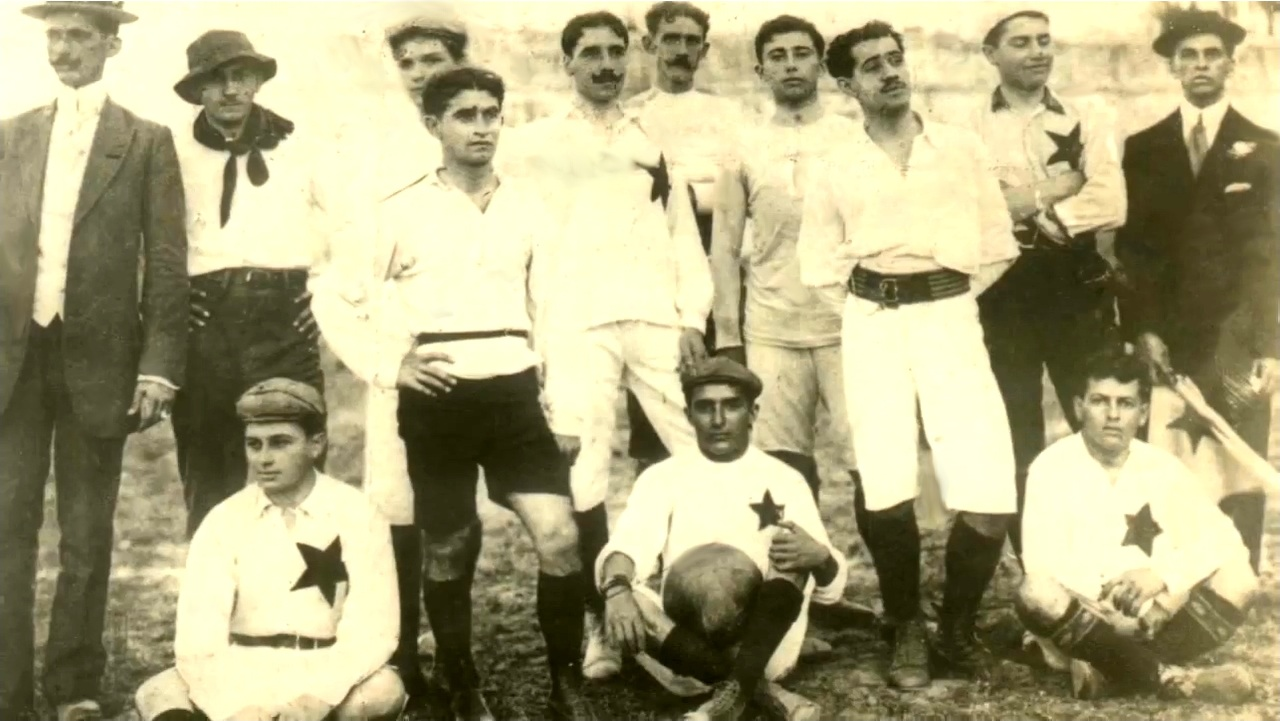
time da década de 1910

O Stella teve certa ligação com o Fortaleza Sporting Club - antiga denominação do Fortaleza Esporte Clube até a Segunda Guerra Mundial, mudada por decreto governamental nos anos 1940 - já que Alcides Santos também foi o fundador deste último. Cumpre esclarecer, portanto, que se trata de duas agremiações esportivas diferentes e independentes, ainda que, por vezes, a primeira seja considerada inspiradora da segunda.O clube foi vice em 1915 e 1917 do campeonato cearense.